# Lviv

Het wapen van de oude Poolse stad Lwów met het zilveren kruis van de Orde Virtuti Militari.

Lviv ([lʲβ̞iu̯]ⓘ, Oekraïens: Львів, Duits en Nederlands: Lemberg) is een stad in het westen van Oekraïne met 723.403 inwoners (2025). Het is daarmee de zevende stad van het land.
Lviv ligt in Galicië aan het riviertje de Poltva, op ongeveer 80 kilometer van de grens met Polen, en is het bestuurlijke centrum van de oblast Lviv. De stad is behalve onder haar Oekraïense naam ook onder een groot aantal andere namen bekend of bekend geweest: Lvov (Russisch: Львов en Armeens: Լվով), Lwów (Pools), Lwiw (Duits), Lemberg (Duits en Nederlands), Lemberik (לעמבעריק, Jiddisch), Léopol (Frans), Leopoli (Italiaans) en Leópolis (Spaans) (uit Latijn Leopolis). Deze veelheid aan namen weerspiegelt de bewogen geschiedenis van de stad, die cultuurhistorisch tot de belangrijkste steden van Midden-Europa behoort.
Eind negentiende eeuw heette de stad Lemberg. Het was een moderne metropool en de hoofdstad van het Oostenrijk-Hongaarse kroonland Galicië. Polen en Joden, Duitsers en  Armeniërs en Oekraïners woonden naast elkaar in de stad. Elke groep had eigen scholen, vertegenwoordigingen en culturele instellingen. Op de Conferentie van Jalta in 1945 werd de stad door Stalin voor de Sovjet-Unie opgeëist en werd het deel van de Sovjetrepubliek Oekraïne.
Lviv is een UNESCO-Literatuurstad. Sinds 2023 staat het historische centrum op de lijst van bedreigd werelderfgoed.

## Geschiedenis
Lviv werd gesticht rond 1250, toen vorst Daniël van Galicië-Wolynië voor zijn zoon Lev een burcht liet bouwen, die diens naam zou dragen. Rond de burcht, die al snel in Poolse handen kwam, groeide een belangrijke handelsnederzetting. Er woonden Polen en Roethenen, maar ook Duitsers, Joden en Armeniërs.
In 1772 kwam Lviv bij de Eerste Poolse Deling aan Oostenrijk. Onder Habsburgs bewind brak een bloeitijd aan: als Lemberg, de hoofdstad van het kroonland Galicië-Lodomerië werd het een van de belangrijkste steden van het Habsburgse rijk. In 1784 kreeg de stad van keizer Jozef II een universiteit, waar in vier talen werd gedoceerd. De Universiteit Lwów was belangrijk voor de wederopwekking van de Poolse cultuur in de negentiende eeuw, naast de Jagiellonische Universiteit van Krakau. Tevens ontstond aan de universiteit het Oekraïense nationalisme.
In 1918 viel Oostenrijk-Hongarije uiteen. De stad werd uitgeroepen tot hoofdstad van het onafhankelijke West-Oekraïne, maar uiteindelijk werd de stad als Lwów weer Pools. Ook onder Polen was het toenmalige Lwów een metropool: er woonden toen 318.000 mensen (1939). Een derde daarvan was joods, ongeveer 60% Pools, 7% was Oekraïens. Het platteland met zijn provinciesteden, rond de Poolstalige regionale hoofdstad, vormde een belangrijk centrum van Oekraïense (Galicische, Roetheense) cultuur, die door de Poolse staat echter onderdrukt werd. Lviv bleef Pools totdat Sovjettroepen, als gevolg van de geheime afspraken uit het Molotov-Ribbentroppact, de stad in september 1939 binnenvielen. De Duitsers vielen op 30 juni 1941 de stad binnen (Operatie Barbarossa) en bezetten haar van 1941 tot 1944.
De Tweede Wereldoorlog verliep rampzalig voor de stad. Al in juli 1941 vond de beruchte Lembergse professorenmoord plaats, waarbij 25 professoren van de universiteit en velen van hun familieleden zonder vorm van proces werden doodgeschoten. Later deporteerden en vermoordden de nazi's - Duitsers zowel als extreem nationalistische Oekraïners - het overgrote deel van de Joodse inwoners. Als gevolg van de Duitse inval in Polen was de Joodse bevolking van de stad door joodse vluchtelingen uit Polen van 125.000 tot 160.000 gegroeid. Vanaf december 1941 werden zij gedwongen in een afgezonderd gedeelte van de stad te gaan wonen: het Getto van Lemberg, van waaruit zij werden weggevoerd naar het concentratiekamp Janovska en het vernietigingskamp Bełżec. Slechts 2000 overleefden de Holocaust. Ook de Joodse culturele gebouwen overleefden de oorlog niet. Voor de oorlog kende de stad 45 synagoges, waaronder de Gouden Roos synagoge uit 1582. Deze synagoges werden vrijwel allemaal vernietigd.
De Sovjet-Unie annexeerde in 1945 het oostelijke deel van het vooroorlogse Polen, met de daarin gelegen stad Lwów. De meeste Poolse inwoners werden gedeporteerd naar de honderden kilometers westelijker gelegen gebieden, die Polen op zijn beurt van Duitsland annexeerde. In de plaats van de Polen en Joden kwamen Oekraïense en Russische immigranten naar de stad die nu Lviv heette. Veel Poolse bewoners van Lwów en hun culturele en onderwijsinstellingen vonden onderdak in Wrocław, het vroegere Breslau in Silezië, waaruit de Duitse bevolking was verdreven. Ook de Poolse academici van de in 1661 gestichte universiteit van Lwów/Lemberg verhuisden naar de Universiteit van Wrocław, waar men de plek van de vroegere Duitse staf innam. Zelfs een aantal Poolse nationale monumenten, waaronder standbeelden, zijn verplaatst. De voormalige Poolse universiteit is sinds 1940 de Nationale Ivan Franko-universiteit van Lviv.
Snel na 1945 werd Europa in twee vijandige blokken verdeeld: het westen, georiënteerd op de Verenigde Staten van Amerika, en het oosten, georiënteerd op de Sovjet-Unie, met als scheidslijn het IJzeren Gordijn.

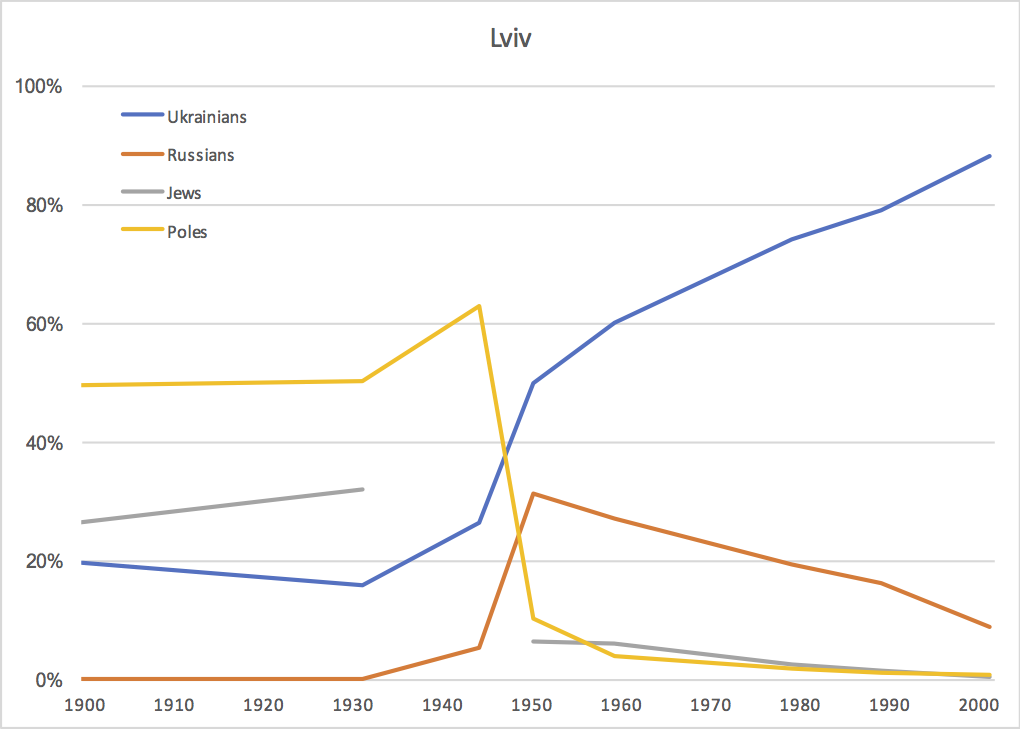
Etnische samenstelling bevolking 1900-2000

| Bevolkingssamenstelling naar religie in 1931                        | Bevolkingssamenstelling naar religie in 1931 | Bevolkingssamenstelling naar religie in 1931 |
| ------------------------------------------------------------------- | -------------------------------------------- | -------------------------------------------- |
| Rooms-katholiek                                                     | 198.212                                      | (63,5%)                                      |
| Joods                                                               | 75.316                                       | (24,1%)                                      |
| Grieks-katholiek (Geünieerd)                                        | 35.137                                       | (11,3%)                                      |
| Anders geclassificeerden (Oosters-orthodox, Luthers, Calvinistisch) | 3.566                                        | (1,1%)                                       |
| Totaal                                                              | 312.231                                      | (100,0%)                                     |

## Bevolking
De bevolking, verdeeld naar etnische achtergrond, zag er in 2001 als volgt uit:
| Etnische samenstelling in 2001 | Etnische samenstelling in 2001 | Etnische samenstelling in 2001 |
| ------------------------------ | ------------------------------ | ------------------------------ |
| Etniciteit                     | Aantal (× 1000)                | Procentueel                    |
| Oekraïners                     | 639,0                          | 88,1%                          |
| Russen                         | 64,6                           | 8,9%                           |
| Polen                          | 6,4                            | 0,9%                           |
| Wit-Russen                     | 3,1                            | 0,4%                           |
| Joden                          | 1,9                            | 0,3%                           |
| Armeniërs                      | 0,8                            | 0,1%                           |
| Totaal                         | 725,2                          | 100%                           |

## Stadsbeeld
Het historische centrum van Lviv staat sinds 1998 op de Werelderfgoedlijst van de UNESCO. De vele bevolkingsgroepen die er gewoond of geheerst hebben, hebben allemaal hun sporen nagelaten in het stadsbeeld. In het centrum staan monumenten in allerlei stijlen: gotiek, barok, classicisme, jugendstil en neostijlen.

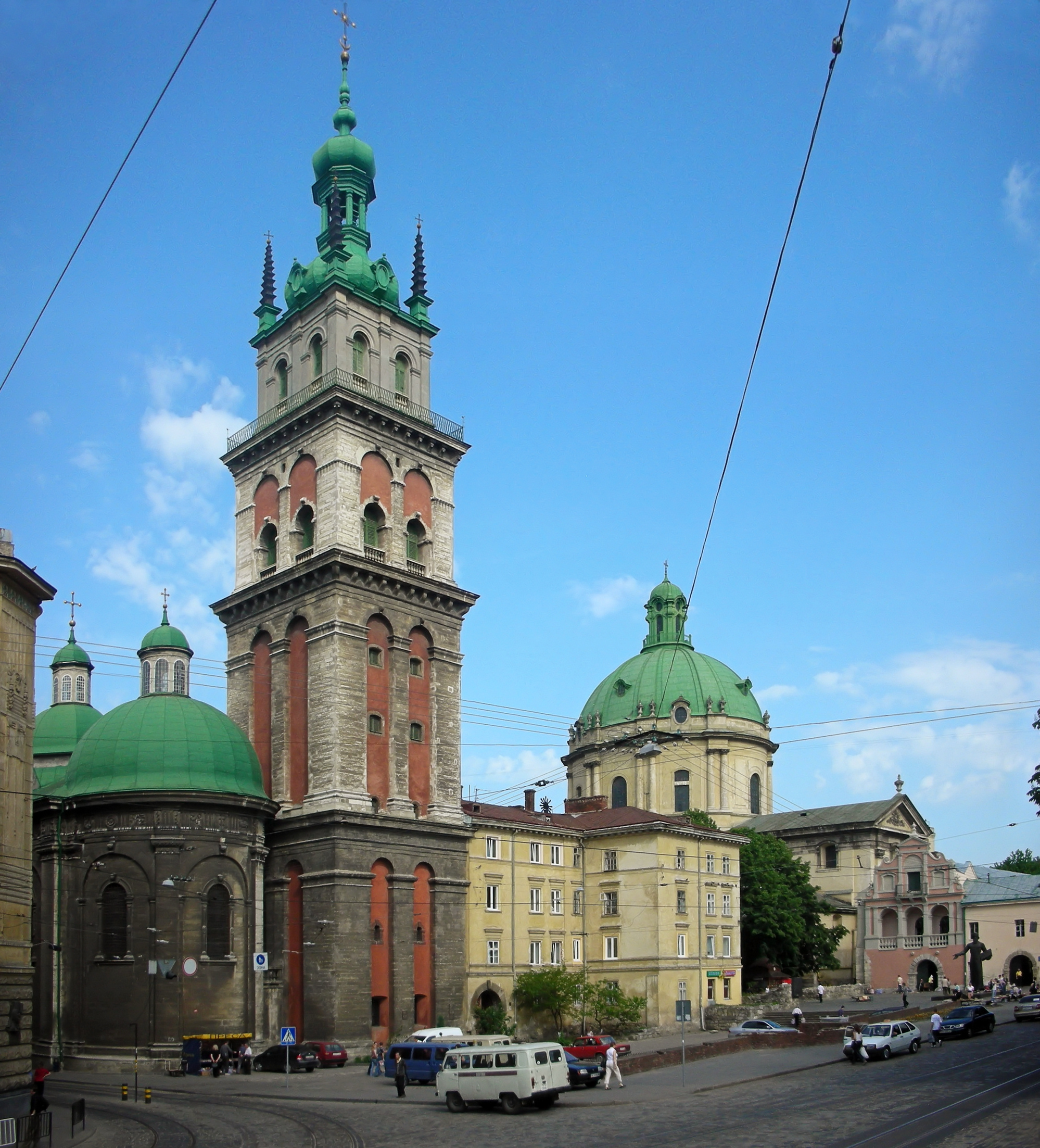
Opwekkingskerk
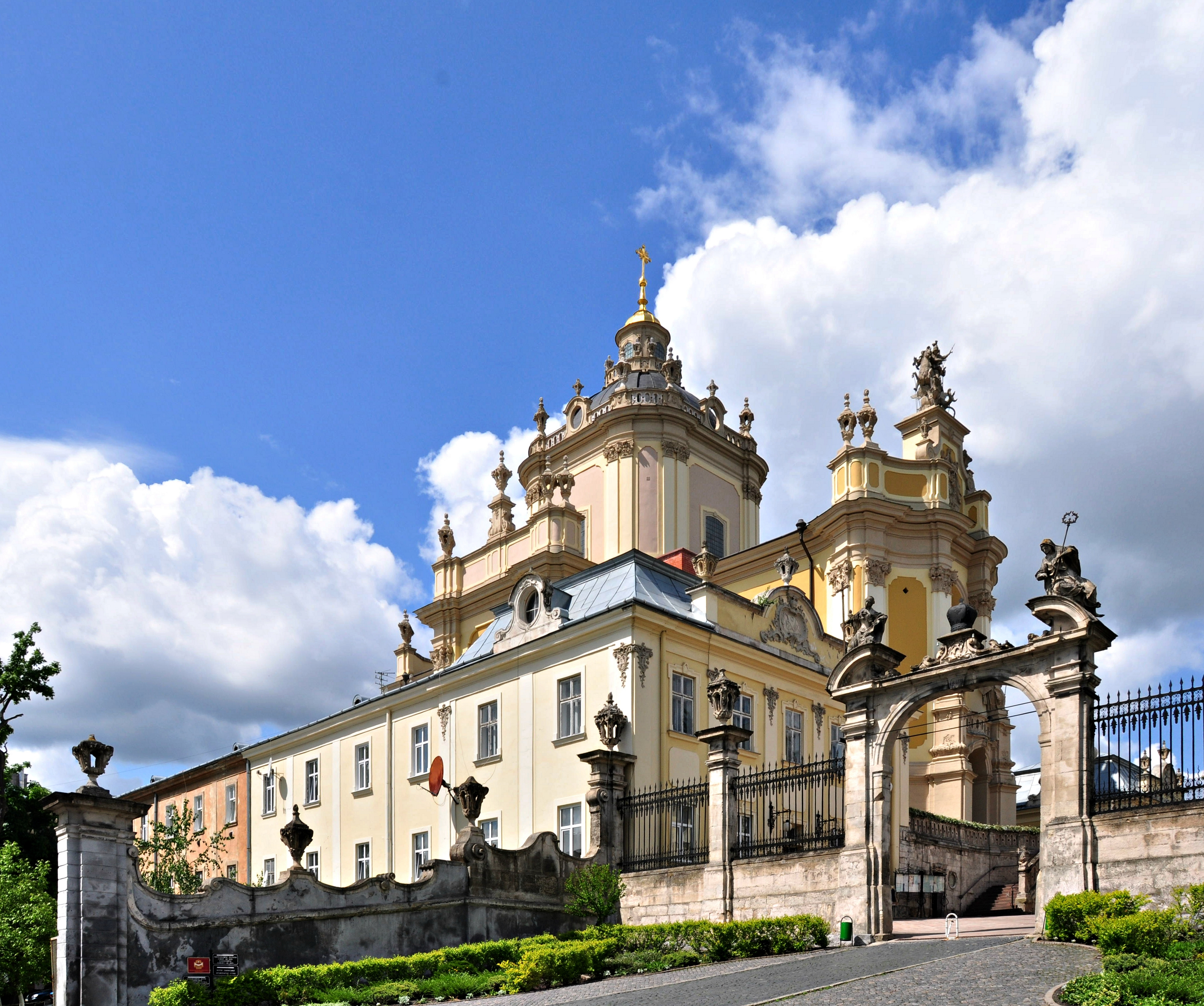
St. Joriskathedraal
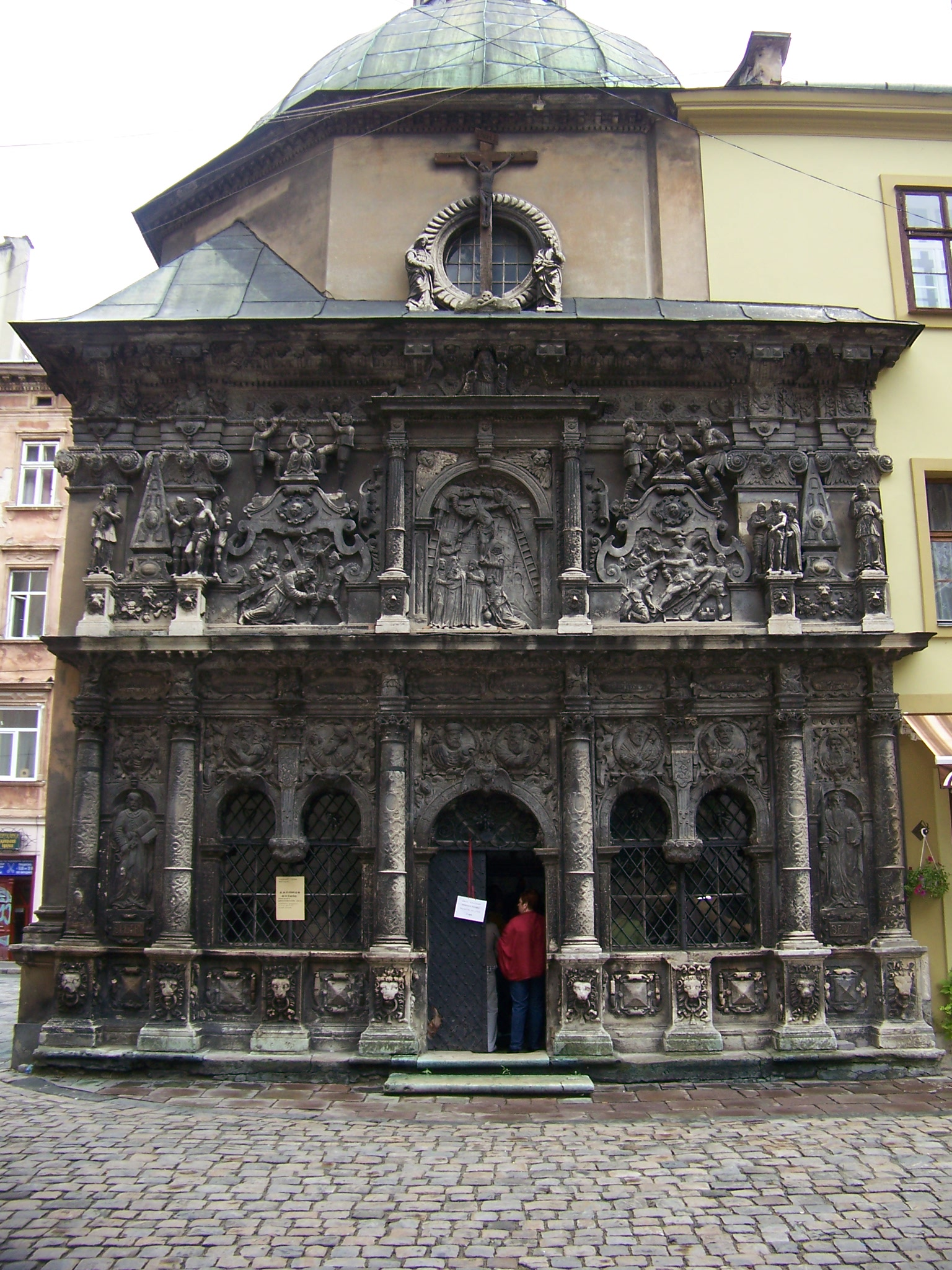
Lwów-Boimkapel
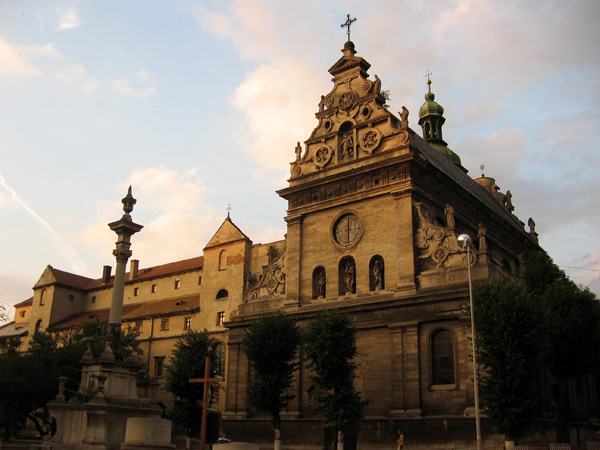
Bernardinekerk

## Bezienswaardigheden
- Vysoky Zamok (14e eeuw)
- Armeense Kathedraal (1356-'63)
- Rooms-katholieke Kathedraal (1360-1481)
- Grieks-katholieke Sint Georgiuskathedraal (1714-'70)
- Arsenaal (1555-1575)
- de barokke Dominicanenkerk (1745-1764)
- de vroeg-barokke Jezuïetenkerk (1630)
- de Hemelvaartkerk (1590-1629)
- het laat-classicistische stadhuis (1827-1833)
- Kerk van de Heilige Paraskeva (1643-1645)
- Transfiguratiekerk
- Sint-Onufriuskerk (1550)
- Olga- en Elisabethkerk
- orthodoxe Maria aankondigingskerk (1572-1629)
- Bernardijnenkerk
- Maria Magdalenakerk
- Karmelietenkerk
- Sint-Nicolaaskerk van Kryvka
- Boim Kapel
- Ivan Frankopark

## Sport
Pogoń Lwów werd in de jaren twintig vier keer Pools landskampioen. Karpaty Lvov speelde tussen 1971 en 1980 zeven seizoenen in de hoogste klasse van de Sovjet-Unie. Na de onafhankelijkheid van Oekraïne werd Karpaty Lviv ook een vaste waarde in de Oekraïense Premjer Liha. Intussen werkten ook FK Lviv en FK Roech Lviv zich op tot de hoogste klasse.
Lviv was speelstad tijdens het Europees kampioenschap voetbal 2012. In de Arena Lviv vonden poulewedstrijden plaats. Als gevolg van de Oekraïnecrisis is de topclub Sjachtar Donetsk tijdelijk uitgeweken van Donetsk naar Lviv.
Lviv was enige tijd kandidaat voor de organisatie van de Olympische Winterspelen 2022, maar trok zijn kandidatuur terug voordat de stemming bij het IOC plaatsvond.

## Partnersteden
De stad onderhoudt een stedenband met vijf Poolse steden:
- Krakau
- Lublin
- Przemyśl
- Rzeszów
- Wrocław

Daarnaast bestaan stedenbanden met de niet-Poolse steden:
- Banja Luka, Servische Republiek, Bosnië en Herzegovina
- Corning, New York, Verenigde Staten
- Freiburg im Breisgau, Duitsland
- Novi Sad, Servië
- Sint-Petersburg (Rusland), sinds 2006
- Whitstable, Engeland (friendship link)
- Winnipeg, Canada
- Mechelen, België

## Geboren in Lviv
- Szymon Szymonowic (1558–1629), Pools renaissance-dichter
- Stanislaus Leszczyński (1677-1766), koning van Polen
- Albert Franz Doppler (1821–1883), Oostenrijks-Hongaars fluitist en componist
- Leopold von Sacher-Masoch (1836–1895) Oostenrijks schrijver, bekend om zijn literaire uitbeelding van het verlangen naar seksuele onderwerping (masochisme)
- Alexius Meinong (1853-1920), filosoof, logicus en psycholoog
- Alfred Redl (1864–1913), hoofd van de Habsburgse contraspionage en tegelijkertijd voornaamste Russische spion
- Ludwig von Mises (1881–1973), Oostenrijks econoom en filosoof
- Richard von Mises (1883–1953), Oostenrijks wetenschapper en filosoof
- Łucja Frey (1889-1942), Joods-Pools neurologe
- Jerzy Kazimierz Pajączkowski-Dydyński (1894-2005), Pools-Brits militair; veteraan van de Eerste Wereldoorlog; voor zijn overlijden de oudste man van het Verenigd Koninkrijk
- Paul Muni (1895-1967), Oostenrijks-Amerikaans acteur
- Ludwik Fleck (1896-1961), Pools immunoloog en wetenschapsfilosoof
- Mieczysław Batsch (1900–1977), Pools voetballer
- Spirydion Albański (1907–1992), Pools voetbaldoelman
- Krystyna Ankwicz (1907-1985), Pools actrice
- Stanisław Marcin Ulam (1909–1984), Pools wiskundige, wiens werk bijdroeg aan de ontwikkeling van de waterstofbom
- Friedrich Weinreb (1910–1988), joods-chassidisch verteller, schrijver en econoom
- Milo Anstadt (1920-2011), Nederlands journalist, schrijver, regisseur en programmamaker
- Stanisław Lem (1921-2006), Pools schrijver
- Kazimierz Górski (1921-2006), Pools voetbalspeler en -coach
- Marian Jaworski (1926-2020), kardinaal en aartsbisschop
- Wojciech Kilar (1932-2013), Pools componist
- Maria Nowak (1935-2022), Pools-Frans econome
- Myroslav Skoryk (1938-2020), Oekraïens componist en musicoloog
- Andrzej Żuławski (1940), Pools film- en toneelregisseur, scenarist en schrijver
- Emanuel Ax (1949), Amerikaans pianist
- Faina Kirschenbaum (1955), Israëlisch politica
- Oleksii Reznikov (1966), Oekraïens advocaat en politicus
- Olga Soemska (1966), Oekraïens actrice
- Oleksandr Hontsjenkov (1970), wielrenner
- Ruslana Lyzjytsjko (1973), zangeres, winnares van het Eurovisiesongfestival 2004
- Jana Sjemjakina (1986), schermster
- Roman Jaremtsjoek (1995), Oekraïens voetballer